# Lelaps abdominalis
Lelaps abdominalis is een vliesvleugelig insect uit de familie Pteromalidae. De wetenschappelijke naam is voor het eerst geldig gepubliceerd in 1904 door Ashmead.